# نورلند (فلوریدا)
نورلند (به انگلیسی: Norland) یک منطقهٔ مسکونی در ایالات متحده آمریکا است که در شهرستان میامی-دید، فلوریدا قرار دارد. نورلند ۹٫۵ کیلومتر مربع مساحت و ۲۲٬۹۹۵ نفر جمعیت دارد.